# Beautiful Girl (2015)
Beautiful Girl (auch: Charlottes Traum) ist ein österreichischer Spielfilm aus dem Jahr 2015 von Dominik Hartl. Der Film ist eine Verfilmung des Romans Charlottes Traum von Gabi Kreslehner. Die Premiere erfolgte am 22. Jänner 2015 auf dem Festival international des programmes audiovisuels de Biarritz (FIPA), wo Matthias Weber und Paul Gallister mit dem FIPA d’Or für die beste Originalmusik ausgezeichnet wurden. Der Kinostart erfolgte in Österreich am 16. Oktober 2015.

## Handlung
Der Coming-of-Age-Film erzählt von der rund 16-jährigen Charlotte, genannt Charly. Deren Eltern haben sich getrennt und lassen sich scheiden. Ihr Vater Max hat mit Babsi eine neue Freundin, ihre Mutter Sylvia tröstet sich mit dem Nachbarn Melchior. Charly selbst muss sich währenddessen um ihren kleineren Bruder Felix kümmern. Nach der Trennung zieht Sylvia mit ihren beiden Kindern aus dem ländlichen Elternhaus zur Großmutter in den Wiener Gemeindebau. 
In der neuen Schule muss sich Charly zunächst orientieren, die Hackordnung muss herausgefunden und die Zicken identifiziert werden. In ihrer Sitznachbarin Hanna findet sie bald eine Freundin. Hinter der harten Schale des attraktiven Klassenrabauke Sulzer entdeckt Charly eine sensible Seite. Als Charly Kondome aus der Tasche fallen, „steht Sex wie ein Furz im Raum“, so Sulzer. Auf der anderen Seite ist der ebenfalls fesche, aber introvertierte Italiener Carlo, der das genaue Gegenteil von Mädchenschwarm Sulzer ist und auf der Stiege nebenan wohnt. 
Carlos bester Freund, der Sitzenbleiber Sulzer, lädt Charly auf eine seiner coolen Partys in die Villa seiner Eltern ein. Beide, Carlo und Sulzer, müssen ebenfalls schwierige Hintergrundverhältnisse bewältigen – Carlo muss den Aufpasser für seine alkoholsüchtige Mutter spielen, Sulzers Eltern sind ständig abwesend. Die Probleme der drei schweißen sie zusammen, und Carlo, Sulzer und Charly beginnen zu dritt die Großstadt zu erkunden. Bald werden Charly, Carlo und Sulzer beste Freunde und bilden ein Trio mit unterschwelliger sexueller Spannung.

## Produktion
Die Dreharbeiten fanden im Sommer 2014 in Wien, Salzburg und Marseille statt. Salzburger Drehorte waren unter anderem die Wallfahrtskirche Maria Bühel und die Hellbrunner Allee. Unterstützt wurde der Film vom Österreichischen Filminstitut, vom Filmfonds Wien, von Filmstandort Austria und dem Land Salzburg, beteiligt war der Österreichische Rundfunk. Produziert wurde der Film von Allegro Film.
Für den Ton zeichnete Thomas Szabolcs verantwortlich, für das Kostümbild Monika Buttinger, für das Szenenbild Maria Gruber und für das Maskenbild Martha Ruess und Niciy Axt. Bei dem Film handelt es sich um das Langfilmdebüt des aus Schladming stammenden Regisseurs Dominik Hartl. Einen Konzertauftritt haben die Steaming Satellites.

## Auszeichnungen und Nominierungen
- 2015: Festival international des programmes audiovisuels de Biarritz (FIPA) – FIPA d’Or für die beste Originalmusik an Matthias Weber und Paul Gallister
- 2015: Filmkunstfest Mecklenburg-Vorpommern – Auszeichnung als beste Nachwuchsdarstellerin für Jana McKinnon[6]
- 2016: Romyverleihung 2016 – Nominierung in den Kategorien Bestes Buch Kinofilm, Beste Nachwuchsschauspielerin (Jana McKinnon) und Bester Nachwuchsschauspieler (Marlon Boess)

## Rezeption
Die Tageszeitung Der Standard schrieb, dass sich Dominik Hartl angenehm viel Zeit für die Entwicklung seiner Hauptfigur lassen und die unterschiedlichen Stimmungslagen aufgreifen würde, wobei er sich auf den das Leben bestimmenden Alltag konzentriere. Wichtiger als die große die am Ende entschieden werden müsse seien die bestimmenden Augenblicke.
Heide Rampetzreiter meinte in der Tageszeitung Die Presse, dass Dominik Hartl leichtfüßig inszenieren würde, der Film selten in die Tiefe tauchen und manchmal ganz an der Oberfläche bleiben würde. Die Wiener Schule sei inszeniert wie eine High School einer US-Komödie. Die Filmadaption des Romanes von Gabi Kreslehner wirke an vielen Stellen verkürzt, insbesondere in den Dialogen. Mehr Gewicht habe der Film dort, wo Hartl seine eigenen Jugenderfahrungen einbrachte. Dazu Hartl: „Alles, was mit Sex zu tun hat, war im Buch nicht vorhanden“.